# René David

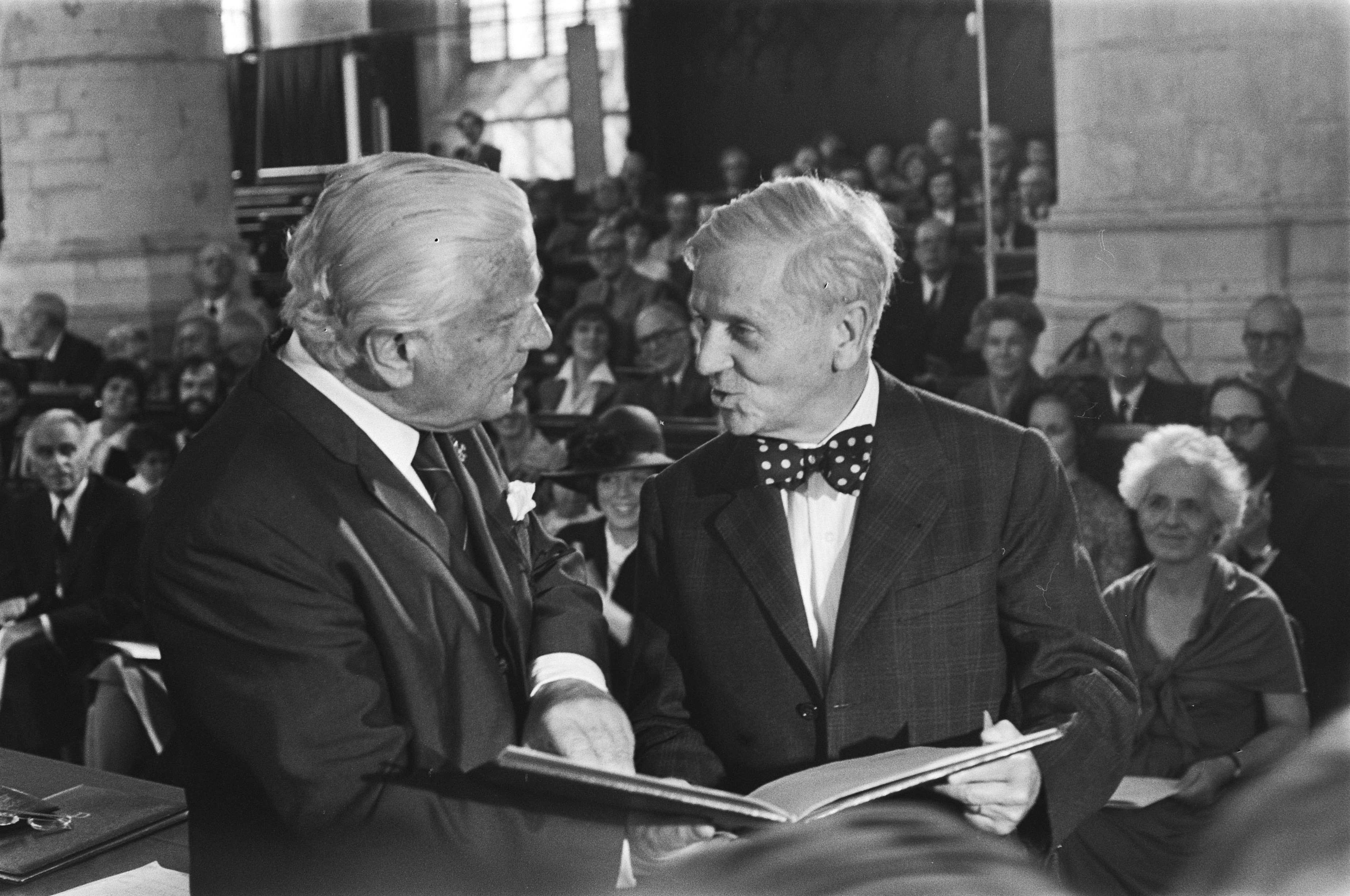
René David (rechts) erhält 1976 den Erasmuspreis

René David (* 12. Januar 1906 im Département Jura; † 26. Mai 1990 in Le Tholonet) war ein französischer Rechtsgelehrter. Er gilt als herausragender Vertreter der vergleichenden Rechtswissenschaft der zweiten Hälfte des 20. Jahrhunderts. Mehr als der Vereinheitlichung des Rechts fühlte er sich dem gegenseitigen Verständnis handelnder Personen in unterschiedlichen Rechtssystemen verpflichtet.
David promovierte 1928 mit der Arbeit La protection des minorités dans les sociétés par actions. Er arbeitete ab 1930 für das UNIDROIT in Rom und erhielt 1929 im Alter von 23 Jahren eine Professur an der Universität Grenoble, die er bis 1939 innehatte. Im Zweiten Weltkrieg diente er in der französischen Armee und wurde schwer verwundet. Von 1945 bis 1968 hatte er den Lehrstuhl für vergleichende Rechtswissenschaft an der Sorbonne inne, anschließend bis zu seiner Emeritierung 1976 an der Universität Aix-en-Provence. Von 1960 bis 1970 stand er der französischen Delegation an der UNCITRAL vor.
David war von 1962 bis 1978 stellvertretender Generalsekretär des UNIDROIT. Er war maßgeblich an der Entwicklung eigenständiger Rechtssysteme von Äthiopien und Ruanda beteiligt. René David gehörte zu den Gründern der International Faculty of Comparative Law in Straßburg und zu den Herausgebern der International Encyclopedia of Comparative Law. Zu seinen Verdiensten gehörte die Etablierung der International Association of Legal Sciences der UNESCO.
1976 erhielt David den Erasmuspreis. 1973 wurde er in die British Academy und 1988 in die American Academy of Arts and Sciences gewählt. Er hielt Ehrendoktorate von Universitäten in Edinburgh, Brüssel, Ottawa, Leicester und Helsinki.

## Schriften (Auswahl)
- Einführung in die grossen Rechtssysteme der Gegenwart. Rechtsvergleichung. Beck, München, Berlin 1966 (französisch: Les grands systèmes de droit contemporains. Übersetzt von Günther Grasmann).
- The International Unification of Private Law. In: International Encyclopedia of Comparative Law. Band II, 1969, Kap. 5 (englisch).